# Patrik Polívka
Patrik Polívka (* 4. března 1994 Plzeň) je český lední hokejista hrající na postu brankáře. Momentálně[kdy?] působí v druholigovém celku SHC Klatovy.

## Život
Svou kariéru začínal v mládežnických výběrech HC Škody Plzeň. V roce 2012 odešel do severní Ameriky a nastupoval za Victoria Royals v tamní soutěži Western Hockey League (WHL). Po dvou sezónách se ale vrátil zpět do České republiky, kde v ročníku 2014/2015 nastupoval střídavě za Škodu Plzeň. Ta jej formou hostování nechala chytat v klubech: BK Havlíčkův Brod a SHC Klatovy. V ročníku 2016/2017 nastupoval jak za Plzeň, tak za Slavii Praha, kam přešel na hostování do konce sezóny. Nahradil zde Alexandra Hyláka, který ze Slavie v rámci úsporných opatření klubu přestoupil do Plzně. V klubu pokračoval i nadále, ale během září 2018 s ním Slavia ukončila spolupráci kvůli jeho – podle názoru trenéra mužstva Miloše Říhy mladšího – nedostatečné výkonnosti. Polívka dále pokračoval v Šumperku. Následně odešel na rok do Spojených států amerických, kde hrál Federal Prospects Hockey League (FPHL) za klub Carolina Thunderbirds. Po roce se vrátil zpět do České republiky a od sezóny 2020/2021 nastupuje za celek z Klatov.

## Statistiky kariéry
| Sezóna    | Tým                   | Liga    | Z  | POG  | %Úsp | ČK |
| --------- | --------------------- | ------- | -- | ---- | ---- | -- |
| 2012/2013 | Victoria Royals       | WHL     | 53 | 3,24 | 89,4 | -  |
| 2013/2014 | Victoria Royals       | WHL     | 43 | 2,56 | 91.5 | -  |
| 2014/2015 | SHC Klatovy           | 2. liga | 12 | 3,54 | -    | 1  |
| 2014/2015 | BK Havlíčkův Brod     | 2. liga | 2  | 3,03 | 90,4 | 0  |
| 2014/2015 | HC Škoda Plzeň        | ELH     | 1  | 4,00 | 84,0 | 0  |
| 2015/2016 | HC Škoda Plzeň        | ELH     | 9  | 3,11 | 88,3 | 0  |
| 2015/2016 | SHC Klatovy           | 2. liga | 6  | 2,67 | -    | 0  |
| 2015/2016 | Draci Šumperk         | 1. liga | 1  | 5,11 | 83,3 | 0  |
| 2016/2017 | HC Škoda Plzeň        | ELH     | 2  | 3,20 | 89,4 | 0  |
| 2016/2017 | SKC Hlatovy           | 2. liga | 2  | 5,08 | -    | 0  |
| 2016/2017 | HC Slavia Praha       | WSM     | 16 | 2,60 | 92,2 | 0  |
| 2017/2018 | HC Slavia Praha       | WSM     | 15 | 2,50 | 89,0 | 0  |
| 2018/2019 | HC Slavia Praha       | WSM     | 2  | 3,20 | 87,2 | 0  |
| 2018/2019 | Draci Šumperk         | 2. liga | 10 | 2,32 | -    | 0  |
| 2019/2020 | Carolina Thunderbirds | FHL     | 13 | 2,23 | 91,2 | 0  |
| 2020/2021 | SHC Klatovy           | 2. liga | 6  | 3,83 | -    | 0  |
| 2021/2022 | SHC Klatovy           | 2. liga | 37 | 4,13 |      | 2  |